# Żarki (gmina)
Pour les articles homonymes, voir Żarki (homonymie).
La gmina de Żarki est une commune urbaine-rurale de la voïvodie de Silésie et du powiat de Myszków. Elle s'étend sur 100,67 km2 et comptait 8 138 habitants en 2006. Son siège est la ville de Żarki qui se situe à environ sept kilomètres au nord-est de Myszków et à 50 kilomètres au nord-est de Katowice.

## Villages
Hormis la ville de Żarki, la gmina de Żarki comprend les villages et localités de Czatachowa, Jaroszów, Jaworznik, Kotowice, Masłoniowizna, Ostrów, Przybynów, Skrobaczowizna, Suliszowice, Wysoka Lelowska, Zaborze et Zawada.

## Villes et gminy voisines
La gmina de Żarki est voisine de la ville de Myszków et des gminy de Janów, Niegowa, Olsztyn, Poraj et Włodowice.